# Couze Chambon
Couze Chambon (lub Couze de Champeix) – rzeka we Francji, przepływająca przez teren departamentu Puy-de-Dôme, o długości 40 km. Stanowi dopływ rzeki Allier.